# 전용덕
전용덕(1971년 ~ )은 대한민국의 애니메이션 감독이다.

## 생애
1971년 서울특별시에서 태어났다. 대학교를 졸업 후, 금강기획에서 광고 디자이너로 일하였다. 1997년 미국으로 유학을 떠나 스쿨 오브 비주얼 아트에 입학하였다. 스쿨 오브 비주얼 아트를 졸업후, 2001년 2월부터 2003년 4월까지 빅아이디어 프로덕션에서 레이아웃 아티스트로 근무하였다. 2003년 8월 드림웍스에 입사하였다. 현재 드림웍스의 레이아웃 팀장을 역임하고 있다.

## 학력
- 서울시립대학교 산업디자인학 학사
- 스쿨 오브 비주얼 아트 대학원 컴퓨터아트 석사

## 작품
- 《요나: 베기테일 무비》 (2002) - 레이아웃 아티스트
- 《프라이드의 아버지》 (2004-2005) - 레이아웃 아티스트 (14개 에피소드)
- 《헷지》 (2006) - 촬영, 레이아웃 아티스트
- 《쿵푸 팬더》 (2008) - 촬영 감독, 레이아웃 아티스트
- 《몬스터 vs 에이리언》 (2009) - 레이아웃 아티스트
- 《슈렉 포에버》 (2010) - 촬영 감독
- 《크루즈 패밀리》 (2013) - 레이아웃 아티스트
- 《쿵푸팬더 3》 (2016) - 레이아웃 아티스트
- 《트롤》 (2016) - 촬영 감독